# Idrimi
Idrimi was de koning van Alalakh in de eerste helft van de 15e eeuw v.Chr.
Idrimi was een zoon van de koning van Aleppo die ingesteld was door de nieuwe heerser over de regio, Barattarna, de koning van de Mitanni. Toch slaagde hij erin zijn troon opnieuw te bemachtigen en als vazal te worden erkend van Barattarna. Idrimi stichtte het koninkrijk Mushki, en regeerde vanuit Alalakh als vazalvorst van de Mitanni. Hij viel ook het Hittietenrijk in het noorden binnen, wat hem een vredesverdrag opleverde met Kizzuwatna.
Een inscriptie op de sokkel van een beeld dat in Alalakh werd gevonden vermeldt Idrimi's lotgevallen. Nadat zijn familie verplicht was naar Emar te vluchten had hij ze verlaten om naar het zuiden te trekken bij de Habiru in "Ammija in het land van Kanaän, waar de Habiru hem als de "zoon van hun grootvorst" erkenden en zich "rond hem schaarden"  nadat hij zeven jaren lang in hun midden had geleefd. Hij voerde de Habirustrijders aan in een zegenrijke aanval op Alalakh via de zee, waar hij dan koning werd.

## Archeologie
Het stadsleven van Noord-Syrië onder heerschappij van de Mitanni komt tevoorschijn in niveau IV van Tell Atshana (het vroegere Alalakh) in de Amuqvlakte. Het beeld in ruwe witte steen dat er in een tempel werd bewaard tot de stad verwoest werd rond 1200 v.Chr. en vervolgens met eerbied werd begraven levert het portret van deze koning terwijl hij op zijn troon is gezeten. Geschreven in de eerste persoon staat er het verhaal van de koninklijke familie die in ballingschap werd gevoerd door een volksopstand, hoe Indrimi dan naar Kanaän ging, er te midden de semi-nomadische Habiru leefde en dan geleidelijk met hulp uit Mitanni zijn gezag herwon en zijn troon opnieuw dertig jaar lang bezette. Hij bouwde er ook een paleis (waarschijnlijk het "Paleis van Niqmepa" opgegraven door Woolley).
Bij de vernieling van dit paleis is blijkbaar gepoogd om de archieven in spijkerschrifttabletten te redden. Een aantal werden aangetroffen verspreid over de buitenste tuin en doorheen de vertrekken die ernaartoe leidden vanuit een kleine archiefkamer. Er staan details op over de internationale wetgeving en de gewoonten die golden tussen de verschillende lokale staten onder Mitannibestuur. Andere gaan over de samenlevingswet inzake handel en landbouw. Over het religieus leven is niets gevonden.